# Covasna

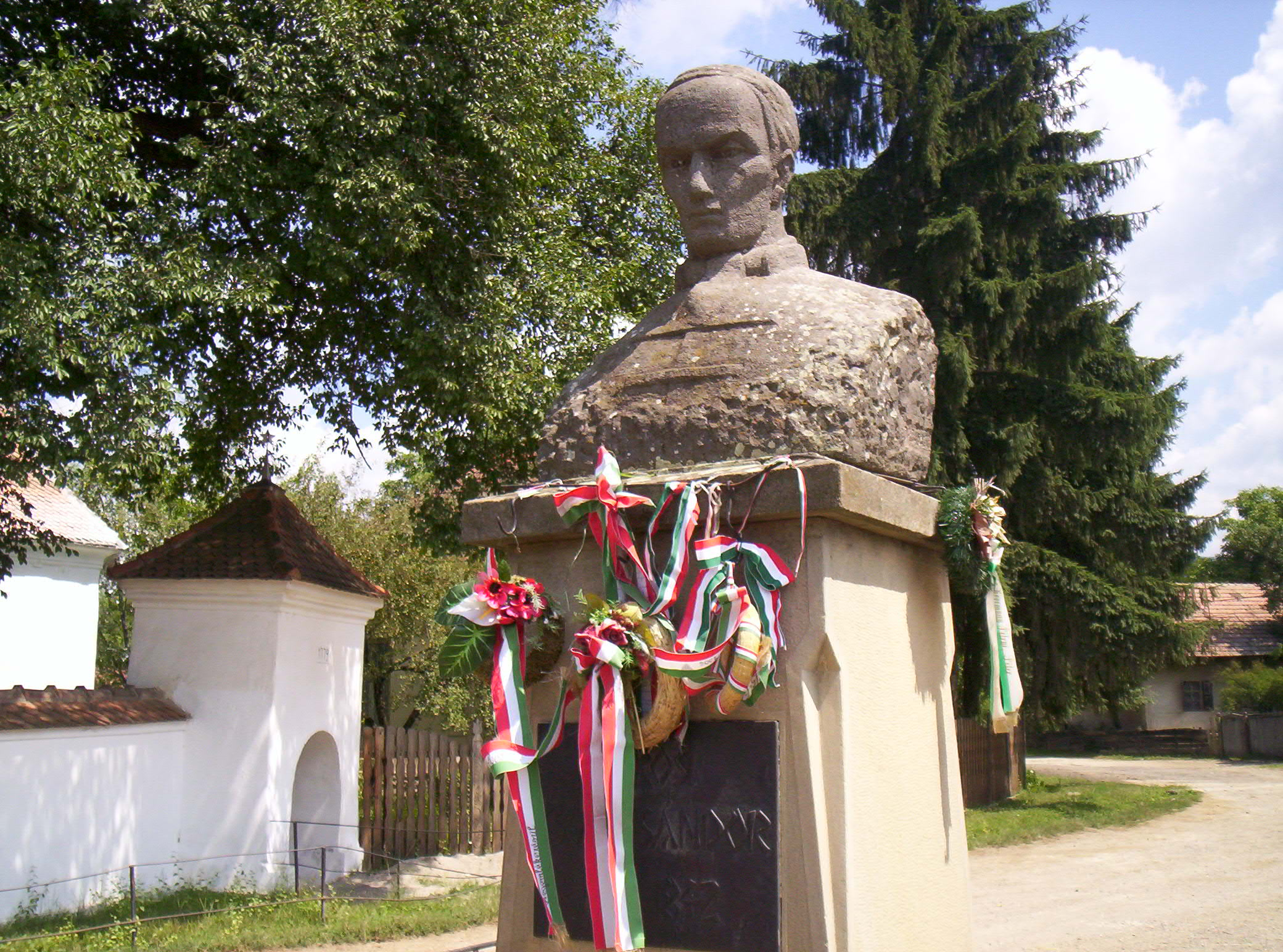
L'estàtua de Sándor Kőrösi Csoma

Covasna (pronunciat en romanès: [koˈvasna]; en hongarès: Kovászna; pronunciat en hongarès: [ˈKovaːsnɒ]; en alemany: Kowasna) és una ciutat del comtat de Covasna, Transsilvània, Romania, a una altitud de 550 a 600 m. És coneguda per les seves aigües minerals naturals i mofettas.
La ciutat administra un poble, Chiuruș (en hongarès: Csomakőrös). El poble té 451 habitants i té una majoria hongaresa absoluta de Székely.
Abans que Orbaiszék es fusionés amb Sepsiszék i Kézdiszék per crear el comtat de Háromszék, el 1876, Covasna era la vila capital d'Orbaiszék.

## Origen del nom
Hi ha diverses teories sobre l’origen del nom de la ciutat, la més reconeguda és que s'origina a partir de l'eslau kvas, que significa “amarg”, referent al gust de les fonts d’aigua mineral situades a la ciutat.
Segons Szabó Gyula (1914–1984), algunes llegendes suggereixen que el nom de Kovászna podria haver estat el resultat d'una fusió entre el nom de "Kó" i la paraula "vászon" (significa llenç en hongarès), cosa que significa "El llenç de Kó". Les teories suggereixen que l'individu de "Kó" podria haver estat un cavaller, un artesà o fins i tot l'últim monarca de la Fortalesa de les Fades.

## Demografia
Segons el cens del 2011, Covasna té 10.265 habitants. Té una majoria hongaresa: 7.549 o 66,4%. 3.672 (32,3%) romanesos també viuen a la ciutat.

## Història
- 1548 - Esmentat per primera vegada com a Kowazna
- 1567 - Esmentat en un document, com a localitat de prestigi, amb 61 llars registrades
- 1756 - Es destrueix per la conflagració
- 1840: obté el dret a mantenir el seu propi mercat
- 1880 - Covasna ha florit com a centre de salut des de la dècada de 1880
- 1837, 1856, 1885 - El Pokolsár (en romanès: Balta Dracului; en anglès: Devil's Lake) entra en erupció el volcà de fang
- 1889-91: es construeix el ferrocarril de via estreta Covasna – Comandău
- 1952 - Covasna esdevé una ciutat
- Anys 70 - Es van construir diversos hotels i centres de curació a Covasna.
- 1996 - Incendi forestal a la vall de les Fades
- Anys 2000 - Covasna és una ciutat termal d’importància nacional a Romania, que té un hospital cardiovascular important

## Relacions Internacionals

### Pobles bessons: ciutats germanes
Covasna està agermanada amb:
- Pápa, Hongria
- Nagykanizsa, Hongria
- Gyula, Hongria
- Balatonfüred, Hongria
- Csenger, Hongria
- Călărași, República de Moldàvia

## Fills il·lustres
L'explorador i lingüista hongarès Sándor Kőrösi Csoma va néixer a Chiuruș / Csomakőrös el 1784. Kőrösi és àmpliament vist com el fundador de la tibetologia, va ser el compilador i autor del primer llibre de gramàtica i diccionari tibetà clàssic - anglès. Va morir a Darjeeling, a l'Índia, el 1842.
El 1972 es va erigir una estàtua en honor seu al centre del poble i hi ha una exposició al centre cultural.